# Emmanuel Saez
Pour les articles homonymes, voir Saez.
Emmanuel Saez (né le 26 novembre 1972) est un économiste français naturalisé américain, professeur à l'université de Californie à Berkeley. Il est spécialiste de la théorie de la taxation optimale et de l'étude des inégalités économiques. Il a, en particulier, mené une série d'études remarquées sur l'évolution des inégalités de revenu aux États-Unis, en collaboration avec Thomas Piketty.

## Carrière
En 1992, il se classe 15e au concours d'entrée de l'École polytechnique et 16e à celui de l'ENS Ulm, il choisit finalement cette dernière,. Après des études de mathématiques à l'École normale supérieure, et d'économie à Paris (EHESS-École d'économie de Paris), il part faire un doctorat en économie au Massachusetts Institute of Technology (MIT) qu'il obtient en 1999. Entre 1999 et 2002, il est « assistant professor » à Harvard, et devient ensuite professeur à l'université de Californie à Berkeley.

## Contributions
Ses travaux ont notamment fait apparaître que les inégalités de revenu aux États-Unis, après avoir baissé après-guerre, jusque dans les années 1970, ont augmenté depuis et ont retrouvé leurs sommets historiques des années 1920. Cet accroissement des inégalités est majoritairement dû à une augmentation des inégalités des revenus du travail et non des inégalités de patrimoine[réf. nécessaire].

## Prix et distinctions
En 2009, il reçoit la prestigieuse médaille John-Bates-Clark, décernée par l'American Economic Association  à un « économiste américain de moins de quarante ans qui a apporté une contribution significative à la pensée et à la connaissance économique ». 
En 2010, il reçoit du Cercle des économistes français le prix du meilleur jeune économiste de France et une bourse de la fondation MacArthur. En 2014, il reçoit le prix H. C. Recktenwald en économie.

## Ouvrages
- Pour une révolution fiscale, janvier 2011, La République des idées/Seuil, avec Thomas Piketty et Camille Landais  (ISBN 9782021039412)
- The Triumph of Injustice: How the Rich Dodge Taxes and How to Make Them Pay, W. W. Norton & Company, 2019, avec Gabriel Zucman
- Le Triomphe de l'injustice - Richesse, évasion fiscale et démocratie, Seuil, 2020, avec Gabriel Zucman